# Vesna Dekleva
Vesna Dekleva (Koper, Yugoslavia, 6 de abril de 1975) es una deportista eslovena que compitió en vela en la clase 470.
Ganó una medalla de plata en el Campeonato Mundial de 470 de 2004 y dos medallas en el Campeonato Europeo de 470, plata en 2003 y bronce en 2008.
Participó en tres Juegos Olímpicos de Verano, entre los años 1996 y 2008, ocupando el cuarto lugar en Atenas 2004.

## Palmarés internacional
| \| Campeonato Mundial \| Campeonato Mundial \| Campeonato Mundial \| Campeonato Mundial \| \| Año \| Lugar \| Medalla \| Clase \| \| ------------------ \| ----------------------- \| ------------------ \| ------------------ \| \| 2004 \| Zadar (Croacia) \| Medalla de plata \| 470 \| \| Campeonato Europeo \| \| \| \| \| Año \| Lugar \| Medalla \| Clase \| \| 2003 \| Brest (Francia) \| Medalla de plata \| 470 \| \| 2008 \| Riva del Garda (Italia) \| Medalla de bronce \| 470 \| |                         |                   |       |
| Campeonato Mundial |                         |                   |       |
| Año | Lugar                   | Medalla           | Clase |
| 2004 | Zadar (Croacia)         | Medalla de plata  | 470   |
| Campeonato Europeo |                         |                   |       |
| Año | Lugar                   | Medalla           | Clase |
| 2003 | Brest (Francia)         | Medalla de plata  | 470   |
| 2008 | Riva del Garda (Italia) | Medalla de bronce | 470   |